# Хума Хатун
Хума Хатун (осм. هما خاتون тур.  тур. Hüma Hatun; 1400 — 1449) је била супруга османског султана Мурата II и мајка султана Мехмеда II. 

## Биографија
Била је робиња. Ништа се не зна о њеном пореклу, осим чињенице да је османски натпис (вакфија) описује као Хатун бинти Абдулах (Абдулахову ћерку). У то време људи који су прешли у ислам добили су име Абдулах у значењу Слуга Божји, што је доказ њеног немуслиманског порекла. Њено име, Хума, значи „рајска птица“, према персијској легенди. Била је или српског или јеврејског порекла/ Турски историчар и професор Илбер Ортајли тврди да је она била словенског порекла. 
Хума Хатун се удала за Мурата II 1424. године. Већ 30. марта 1432. родила је сина  Мехмеда Освајача и ћерке Хафсу и Фатму.  Када је Мехмед имао 11 година, послат је у Манису као гувернер, а Хума га је последњи пут пратила до Манисе. 1444. године, након смрти Мехмедовог старијег полубрата Аладина, Мехмед је био једини наследник престола. Исте године, Мурат II је свргнут са престола због смрти свог сина и депресивних догађаја повукао се у Манису.
Њен син Шехзаде Мехмед наследио је престо као Мехмед II, а она је две године заузимала положај Валиде Хатун. 1446. године Мурат је поново преузео трон, а Хума и њен син вратили су се у Бурсу. Међутим, Мехмед је наследио престо 1451. године, након смрти његовог оца, али она никада није постала поново Валиде Хатун, јер је умрла пре приступања. Није била жива када се десило освајање Константинопоља, који је постао престоница Османског царства скоро пет векова, пре него што је Царство укинуто 1922. године, а Турска званично проглашена републиком.

## Смрт
Умрла је у септембру 1449. године у Бурси, две године пре другог ступања њеног сина на престо. Њена гробница се налази на локалитету познатом као "Гробница Хатунија"источно од комплекса Мурадије, који је саградио њен син Мехмед. Четврт у којој се налази њен гроб до сада је била позната као четврт Хума Хатун.